# Gran Premio di Monaco di Formula 3 1988
Il Gran Premio di Monaco di Formula 3 1988 (XXX Prix de Monte Carlo 1988) fu una gara automobilistica riservata a vetture di Formula 3 che si tenne sul Circuito di Montecarlo il 14 maggio 1988, a supporto del Gran Premio di Formula 1, terza prova del campionato mondiale del 1988.
La vittoria andò al pilota italiano Enrico Bertaggia, della Forti Corse, al volante di una Dallara F388-Alfa Romeo.
La gara venne disputata su 24 giri, pari da 79,872 km.

## Piloti e team
| Team                                           | Telaio                  | Nr | Pilota                |
| ---------------------------------------------- | ----------------------- | -- | --------------------- |
| BSL Compétition / Monaco Sponsoring            | Martini Mk55-Volkswagen | 1  | Didier Artzet         |
| Écurie ELF-Oreca                               | Dallara F388-Alfa Romeo | 2  | Érik Comas            |
| Alesi Junior Team / Team Castrol SA France     | Dallara F388-Alfa Romeo | 3  | Eric Chéli            |
| Euroracing Junior Team                         | Dallara F388-Alfa Romeo | 4  | Roberto Colciago      |
| Ravarotto Racing                               | Dallara F388-Alfa Romeo | 5  | Rinaldo Capello       |
| DG Racing                                      | Dallara F388-Alfa Romeo | 6  | Christian Vidal       |
| DG Racing                                      | Reynard 873-Volkswagen  | 30 | Roland de Rechniewski |
| Cellnet Ricoh Racing - Intersport Racing       | Ralt RT31-Toyota        | 7  | Martin Donnelly       |
| Cellnet Ricoh Racing - Intersport Racing       | Ralt RT32-Toyota        | 8  | Damon Hill            |
| BP-Oreca                                       | Dallara F388-Alfa Romeo | 9  | Philippe Gache        |
| Forti Corse                                    | Dallara F388-Alfa Romeo | 10 | Gianni Morbidelli     |
| Forti Corse                                    | Dallara F388-Alfa Romeo | 28 | Enrico Bertaggia      |
| Forti Corse                                    | Dallara F388-Alfa Romeo | 29 | Amato Ferrari         |
| Forti Corse                                    | Dallara F388-Alfa Romeo | 33 | Emanuele Naspetti     |
| Euroteam Marlboro                              | Reynard 883-Alfa Romeo  | 11 | Alberto Apicella      |
| WTS Liqui Moly Equipe                          | Reynard 883-Volkswagen  | 12 | Joachim Winkelhock    |
| Eddie Jordan Racing                            | Reynard 883-Volkswagen  | 14 | Paul Warwick          |
| Eddie Jordan Racing                            | Reynard 883-Volkswagen  | 21 | Rowan Dewhurst        |
| Gosselin Compétition                           | Reynard 883-Volkswagen  | 15 | Jean-Luc Palis        |
| Equipe Serge Saulnier / Promatecme             | Dallara F388-Alfa Romeo | 16 | Jean-Marc Gounon      |
| Equipe Serge Saulnier / Promatecme             | Dallara F388-Alfa Romeo | 40 | Franck Fréon          |
| Pacific Racing                                 | Reynard 883-Toyota      | 17 | JJ Lehto              |
| Coperchini Corse                               | Dallara F388-Alfa Romeo | 18 | Mauro Martini         |
| Laurent Daumet                                 | Dallara F387-Volkswagen | 19 | Laurent Daumet        |
| Volkswagen Motorsport                          | Reynard 883-Volkswagen  | 20 | Otto Rensing          |
| BSL Compétition - Epsilon                      | Martini Mk55-Volkswagen | 22 | Lionel Robert         |
| Scuderia Escolette / Piemme Motors             | Reynard 883-Volkswagen  | 23 | Gianfranco Tacchino   |
| AA Sport                                       | Ralt RT32-Volkswagen    | 24 | Jean-Noël Lanctuit    |
| AA Sport                                       | Reynard 883-Volkswagen  | 25 | Hervé Leclerc         |
| Jacky Carmignont / Team Castrol SA France      | Dallara F388-Alfa Romeo | 26 | Bruno Felicioni       |
| Team Sonax Autopflege / Josef Kaufmann Racing  | Martini Mk55-Volkswagen | 27 | Frank Biela           |
| Anglia Cars Racefax                            | Ralt RT31-Toyota        | 31 | Alain Menu            |
| Alan Docking Racing / Camel Team Alfa Romeo F3 | Reynard 883-Alfa Romeo  | 32 | Philippe Favre        |
| Venturini Racing                               | Dallara F388-Alfa Romeo | 34 | Antonio Tamburini     |
| Écurie Ouest Romand                            | Dallara F387-Alfa Romeo | 35 | Bernard Thuner        |
| Écurie ELF                                     | Ralt RT32-Alfa Romeo    | 36 | Pierre Bennehard      |
| David Velay                                    | Ralt RT32-Alfa Romeo    | 37 | David Velay           |
| Alesi Junior Team                              | Dallara F388-Alfa Romeo | 38 | Patrick Lazare        |
| Oreca                                          | Dallara F387-Alfa Romeo | 39 | Thierry Delubac       |

## Qualifiche
Alle qualifiche presero parte 37 piloti sui 39 iscritti, ma solo 26 si qualificarono alla gara.

### Risultati
I risultati delle qualifiche furono i seguenti:
| Pos | Nr | Pilota        | Vettura            | Tempo    |
| --- | -- | ------------- | ------------------ | -------- |
| 1   | 1  | Didier Artzet | Martini-Volkswagen | 1'46"384 |

## Gara

### Resoconto
L'italiano Enrico Bertaggia s'impose in gara, con solo mezzo secondo di margine sul francese Érik Comas. Joachim Winkelhock fu protagonista di grandi sorpassi ma venne eliminato da una collisione con Mauro Martini.

### Risultati
I risultati della gara furono i seguenti:
| Pos                                    | Nr | Pilota                | Vettura            | Giri | Tempo/Ritiro        | Griglia |
| -------------------------------------- | -- | --------------------- | ------------------ | ---- | ------------------- | ------- |
| 1                                      | 28 | Enrico Bertaggia      | Dallara-Alfa Romeo | 24   | 40'37"464           | 4       |
| 2                                      | 2  | Érik Comas            | Dallara-Alfa Romeo | 24   | + 0"577             | 6       |
| 3                                      | 6  | Christian Vidal       | Dallara-Volkswagen | 24   | + 13"756            | 8       |
| 4                                      | 5  | Rinaldo Capello       | Dallara-Alfa Romeo | 24   | + 15"809            | 19      |
| 5                                      | 34 | Antonio Tamburini     | Dallara-Alfa Romeo | 24   | +17"121             | 12      |
| 6                                      | 8  | Damon Hill            | Ralt-Toyota        | 24   | +25"313             | 16      |
| 7                                      | 7  | Martin Donnelly       | Ralt-Toyota        | 24   | +27"806             | 3       |
| 8                                      | 25 | Hervé Leclerc         | Reynard-Volkswagen | 24   | +34"816             | 11      |
| 9                                      | 36 | Pierre Bennehard      | Ralt-Alfa Romeo    | 24   | +42"326             | 14      |
| 10                                     | 37 | David Velay           | Ralt-Alfa Romeo    | 24   | +45"098             | 21      |
| 11                                     | 22 | Lionel Robert         | Martini-Volkswagen | 24   | +45"965             | 26      |
| 12                                     | 10 | Gianni Morbidelli     | Dallara-Alfa Romeo | 23   | +1 giro             | 24      |
| 13                                     | 14 | Paul Warwick          | Reynard-Volkswagen | 23   | +1 giro             | 22      |
| Rit                                    | 23 | Gianfranco Tacchino   | Reynard-Volkswagen | 18   | Motore              | 9       |
| Rit                                    | 12 | Joachim Winkelhock    | Reynard-Volkswagen | 15   | Collisione          | 2       |
| Rit                                    | 18 | Mauro Martini         | Dallara-Alfa Romeo | 15   | Collisione          | 10      |
| Rit                                    | 31 | Alain Menu            | Ralt-Toyota        | 12   | Testacoda           | 15      |
| Rit                                    | 15 | Jean-Luc Palis        | Reynard-Volkswagen | 10   | Collisione          | 7       |
| Rit                                    | 1  | Didier Artzet         | Martini-Volkswagen | 10   | Collisione          | 1       |
| Rit                                    | 9  | Philippe Gache        | Dallara-Alfa Romeo | 8    | Foratura            | 23      |
| Rit                                    | 3  | Eric Chéli            | Dallara-Alfa Romeo | 7    | Incidente           | 5       |
| Rit                                    | 32 | Philippe Favre        | Reynard-Alfa Romeo | 5    | Surriscaldamento    | 20      |
| Rit                                    | 27 | Frank Biela           | Martini-Volkswagen | 4    | Incidente           | 17      |
| Rit                                    | 19 | Laurent Daumet        | Dallara-Volkswagen | 0    | Pompa della benzina | 13      |
| Rit                                    | 24 | Jean-Noël Lanctuit    | Ralt-Volkswagen    | 0    | Incidente           | 18      |
| Rit                                    | 39 | Thierry Delubac       | Dallara-Alfa Romeo | 0    | Incidente           | 25      |
| NQ                                     | 4  | Roberto Colciago      | Dallara-Alfa Romeo |      |                     |         |
| NQ                                     | 11 | Alberto Apicella      | Reynard-Alfa Romeo |      |                     |         |
| NQ                                     | 16 | Jean-Marc Gounon      | Dallara-Alfa Romeo |      |                     |         |
| NQ                                     | 21 | Rowan Dewhurst        | Reynard-Volkswagen |      |                     |         |
| NQ                                     | 26 | Bruno Felicioni       | Dallara-Alfa Romeo |      |                     |         |
| NQ                                     | 29 | Amato Ferrari         | Dallara-Alfa Romeo |      |                     |         |
| NQ                                     | 30 | Roland de Rechniewski | Reynard-Volkswagen |      |                     |         |
| NQ                                     | 33 | Emanuele Naspetti     | Dallara-Alfa Romeo |      |                     |         |
| NQ                                     | 35 | Bernard Thuner        | Dallara-Alfa Romeo |      |                     |         |
| NQ                                     | 38 | Patrick Lazare        | Dallara-Alfa Romeo |      |                     |         |
| NQ                                     | 40 | Franc Fréon           | Dallara-Alfa Romeo |      |                     |         |
| NA                                     | 17 | JJ Lehto              | Reynard-Toyota     |      |                     |         |
| NA                                     | 20 | Otto Rensing          | Reynard-Volkswagen |      |                     |         |
| Giro veloce: Rinaldo Capello, 1'39"251 |    |                       |                    |      |                     |         |